# Wappen der Cookinseln

Wappen der Cookinseln

Das Wappen der Cookinseln gilt seit 1978 in dieser Form als das offizielle Wappen der Cookinseln. 
Beschreibung: Im blauen Schild ein Kreis von 15 silbernen fünfzackigen Sternen. Die Sterne stehen für die 15 Inseln, die den Cookinseln zugehörig sind. Über dem Schild ruht eine aus roten Federn bestehende Häuptlingskrone im grün-goldenen Stirnband. 
Hinter dem Schild kreuzen sich ein rotes Paddel und ein ebenso gefärbtes gestieltes gemeines Kreuz. Das Paddel zeigt heraldisch nach rechts. 
Schildhalter sind rechts ein blau geflügelter silberner Fisch, links eine goldene fliegende Seeschwalbe.
Unter dem Schild ist ein Schriftband, auf dem der Name des Staates, Cook Islands (eng., „Cookinseln“, nach dem Seefahrer James Cook) steht.